# Mike Ayala
Mike Ayala est un boxeur américain né le 19 janvier 1958 à San Antonio, Texas.

## Carrière
Champion des États-Unis amateur dans la catégorie poids mouches en 1973 et poids coqs en 1974, il passe professionnel l'année suivante et devient champion d'Amérique du Nord NABF des super-coqs le 18 janvier 1977 en battant au 7e round Cesar Deciga. Il conserve sa ceinture en mars face à Romeo Anaya puis perd au 7e round le 17 mai contre Rodolfo Martinez.
Ayala poursuit alors sa carrière en poids plumes et remporte le titre NABF au 1er round aux dépens de Ronnie McGarvey le 18 mars 1978. Après 4 autres victoires, il obtient un combat de championnat du monde contre Danny Lopez mais perd par KO au 15e round le 17 juin 1979. Revenu en super-coqs, il décroche à nouveau le titre nord américain NABF en 1980 et en 1983 mais échoue deux autres fois pour le titre mondial : contre le champion WBC Juan Meza le 19 avril 1985 et le champion WBA Louie Espinoza le 15 août 1987.

## Distinction
- Lopez - Ayala est élu combat de l'année en 1979 par Ring Magazine.